# Julie Felix
Julie Ann Felix (* 14. Juni 1938 in Santa Barbara, Kalifornien; † 22. März 2020 in Chorleywood, Hertfordshire) war eine US-amerikanische Folk-Sängerin. In der zweiten Hälfte der 1960er Jahre gehörte sie zu den populärsten Folksonginterpreten in Großbritannien.

## Leben
Julie Ann Felix wurde 1938 in Kalifornien als Tochter eines mexikanischen Flugzeugingenieurs, der auch als Musiker tätig gewesen war, geboren; sie hatte auch indianische Vorfahren. Felix studierte vier Jahre lang Theaterwissenschaft an der Universität von Kalifornien bei Santa Barbara. Nach einer von 1962 bis 1964 unternommenen Reise per Anhalter durch Europa blieb Felix in Großbritannien, wo sie 1964 einen Schallplattenvertrag bei Decca Records erhielt. Auf ihren Singles und LPs sang sie unter anderem Coverversionen von Bob-Dylan- und Woody-Guthrie-Songs. Durch Konzerte und Fernsehauftritte erlangte sie so große Popularität, dass sie von der London Times als Britain’s First Lady of Folk bezeichnet wurde. Ab 1966 war sie regelmäßig in der BBC-Fernsehshow The Frost Report von David Frost zu sehen; sie war in jenem Jahr auch die erste „Popsängerin“, die, anlässlich der Feiern zum 900-jährigen Bestehen, in der Westminster Abbey singen durfte. Nach dem Wechsel von Decca zu Fontana Records platzierte sich ihre Langspielplatte Changes in den britischen Albumcharts.
1967 verpflichtete Brian Epstein sie für gemeinsame Liveauftritte mit Georgie Fame; die Show Fame & Felix im Londoner Saville Theatre wurde nach einer Woche um eine weitere verlängert. Als supporting act trat dabei der damals noch unbekannte Cat Stevens auf. Im selben Jahr war Felix am 1. Mai im deutschen Fernsehen im Beat-Club zu sehen, im September 1968 trat sie bei den Internationalen Essener Songtagen auf.
Von 1968 bis 1970 hatte sie ihre eigenen BBC-Fernsehshows (Once More With Felix), in denen sie Gäste wie Jimmy Page, Dusty Springfield, Richard Harris oder Leonard Cohen präsentierte. 1969 war sie eine der Künstlerinnen beim Isle of Wight Festival. Ein Jahr darauf veröffentlichte sie als erste Künstlerin eine Single auf Mickie Mosts RAK-Label, If I Could (El Condor Pasa) (Katalognummer RAK 101), die in die Top 20 der Singlecharts stieg. Auf ihrer ersten Langspielplatte für RAK, Clotho’s Web, spielten unter anderem John Paul Jones, Danny Thompson und Cozy Powell. Auch ihre zweite RAK-Single, das Hot-Chocolate-Lied Heaven Is Here, platzierte sich in den britischen Top 30.

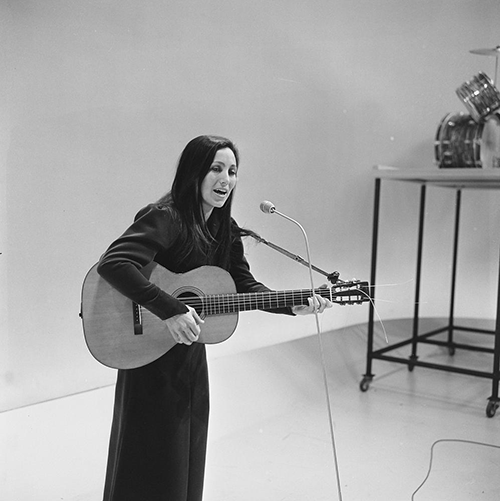
Julie Felix

Auch nach ihrer großen Zeit veröffentlichte sie regelmäßig Tonträger; in Norwegen, wohin sie Ende der 1970er umzog, und Schweden feierte sie weitere Hitparadenerfolge. Nach einem längeren Aufenthalt in ihrer Heimat Kalifornien in den 1980ern, während dessen sie keine weiteren Aufnahmen machte, nahm sie Ende jenes Jahrzehnts an einem Friedensmarsch durch Südamerika teil, der sie zu neuen Liedern inspirierte. Sie zog zurück nach Hertfordshire, England, wo sie zuletzt lebte und engagierte sich in diversen Menschenrechtsgruppen. Daneben gab sie auch in den 2000ern noch immer wieder Konzerte. Am 14. Juni 2008 fand in Gateshead ein Konzert zu ihrem 70. Geburtstag statt.
Julie Felix starb im Alter von 81 Jahren nach kurzer Krankheit.